# Mercedes-Benz M 159
Der Mercedes-Benz M 159 ist ein Ottomotor der Daimler-Benz AG, der für leichte Nutzfahrzeuge bis 1,5 t und große Pkw entwickelt wurde.

## Technik
Der M 159 ist ein frei saugender Reihensechszylinder-Viertakt-Ottomotor mit OHV-Ventilsteuerung, Nasssumpfschmierung und Wasserkühlung. Bei einer Zylinderbohrung von 80 mm und einem Kolbenhub vom 86 mm hat der Motor einen Gesamthubraum von 2594 cm3. Seine Nennleistung beträgt 60 PS (44 kW) bei 3000 min−1.

### Motorgehäuse und Motortrieb
Das Gehäuse des Motors ist dreiteilig: Der unterste Teil ist die Ölwanne aus Leichtmetall, die zur besseren Ölkühlung verrippt ist. Auf der Ölwanne sitzt eine Art „Rahmen“, der zur Wartung des Motors vom daraufliegenden Motorblock getrennt werden kann. Dieser Rahmen soll die Abdichtung der Kurbelwelle zum Schwungrad verbessern. Der Motorblock mit den Zylindern besteht aus Grauguss und ist auf den Rahmen aufgesetzt. Die Kurbelwelle läuft zwischen dem Rahmen und dem Motorblock in vier Stahlschalenlagern mit Weißmetallausguss, das vorderste Lager ist ein Passlager. Die Lagerdeckel sind mit je zwei Schrauben am Motorblock befestigt. Der Deckel des Räderkastens für den Nockenwellenantrieb ist auf der Motorvorderseite angeschraubt. Die Nockenwelle liegt etwas unterhalb der Mitte des Motors im Motorblock. Von der in den Motorblock gebohrten Ölhauptleitung führen Abzweigungen zu den Lagern der Nockenwelle und der Kurbelwelle. Die von Mahle zugelieferten Kolben sind aus Leichtmetall. Sie haben jeweils drei Kompressionsringe und einen Ölabstreifring. Die Lager der Pleuel sind mit Bleibronze ausgegossen. Bei jeder Kurbelwellenkröpfung sind Gegengewichte angebracht, Schwingungsdämpfer gibt es nicht.

### Zylinderkopf und Ventilsteuerung
Der Motor hat einen Zylinderkopf für alle sechs Zylinder. Seine aus Aluminium gegossene Haube ist abgerundet, um das Abfließen des Motoröls zu begünstigen. Oben ist in die Haube ein mit einem Deckel verschlossener Kanal für die Zündkabel eingelassen. Der Ansaugkrümmer ist auf der rechten Motorseite zusammen mit dem Vergaser untergebracht und wird vom Abgaskrümmer mit zwei Rohren beheizt, die quer durch den Zylinderkopf geführt sind; der Abgaskrümmer ist auf der linken Motorseite. Die Brennräume im Zylinderkopf sind halbkugelförmig, die Ventile, je Zylinder ein Einlass- und ein Auslassventil, hängen einander gegenüber und sind geneigt, was einen großen Ventiltellerquerschnitt ermöglicht. Die Zündkerze ist zwischen den Ventilen senkrecht von oben in den Brennraum geführt. Sie wird mit Blechen zu den mechanischen Teilen des Zylinderkopfes abgedichtet. Die Ventile werden von der seitlich im Kurbelgehäuse liegenden rollenkettengetriebenen Nockenwelle über Stößel, schräge Stoßstangen und Kipphebel betätigt. Wie auch der Zylinderkopf sind die Kipphebelwellen einteilig und durch den gesamten Zylinderkopf geführt; alle Kipphebel sind auf ihnen gelagert. Die Kipphebelwellen selbst sind auf vier Böcken gelagert. Die Ventile bestehen aus Gusseisen und werden von je einer Feder in ihre Ausgangslage zurückgedrückt.

### Kraftstoffaufbereitung und Nebenaggregate
Das Kraftstoff-Luft-Gemisch wird von einem Doppelfallstromvergaser des Typs Solex 32 JFF aufbereitet. Die als Membranpumpe ausgeführte Kraftstoffförderpumpe wird von der Nockenwelle angetrieben. Für die Nasssumpfschmierung ist über der Ölwanne eine Zahnradölpumpe eingebaut, die von der Nockenwelle über ein Schraubenrad und eine Welle angetrieben wird. Die Welle reicht von der Nockenwelle aus schräg nach unten zur Ölpumpe. Auf dem oberen Ende der Welle sitzt der Zündverteiler. Die Ölpumpe saugt das Öl aus der Ölwanne ab und presst es in den Hohlraum zwischen der Welle und ihrem Gehäuse, von wo es in das Spaltfilter und anschließend in die Hauptölleitung gelangt. Die Wasserpumpe ist am Zylinderkopf angebracht und wird zusammen mit der Lichtmaschine vom selben Keilriemen von der Kurbelwelle aus angetrieben.

## Technische Daten
| Kenngrößen                       | M 159                                                |
| -------------------------------- | ---------------------------------------------------- |
| Motorenbauform                   | Reihensechszylindermotor                             |
| Funktionsprinzip                 | Ottomotor                                            |
| Gemischaufbereitung              | Doppelfallstromvergaser Solex Typ 32 JFF             |
| Ventilsteuerung                  | OHV-Ventilsteuerung, 1 × Einlass-, 1 × Auslassventil |
| Bohrung × Hub                    | 80 × 86 mm                                           |
| Hubraum                          | 2594 cm3                                             |
| Nenndrehzahl                     | 3000 min−1                                           |
| Nennleistung                     | 60 PS / 44 kW                                        |
| Max. Drehmoment                  | 167 N·m                                              |
| Mittlerer Arbeitsdruck           | 6,8 bar                                              |
| Maximaler Arbeitsdruck           | 8,1 bar                                              |
| Verdichtungsverhältnis           | 6,3 : 1                                              |
| Spezifischer Kraftstoffverbrauch | 334,5 g/kWh                                          |

## Weblink
- Bilder des Motors